# Грітсамада
Грітсама́да (санскр. ग्र्त्समद) — давньоіндійський мудрець. Згідно з Саяне, середньовічному коментатору Вед, Грітсамада — це ім'я, під яким рід Бхрігу усиновив сина Шунахотри з роду Ангираса. Каушітака-брахмана говорить про нього як про Бхаргава, тобто «нащадка Бхрігу», даючи варіант також Бабхрава, «нащадок Бабхру», але подальша традиція зупинила свій вибір на Бхрігу, як предка Грітсамади.
Саме його авторству анукрамані приписує другий мандалу Рігведи. Точніше Грітсамаде приписано 36 гімнів з 43 в цій мандале, 27-29 гімни належать його синові курми. 4-7 гімни належать мудрецю Сомахуті. Ця традиція авторства другий мандали продовжена була в Айтарея-брахмане і в Айтарея-араньяки. Також кілька разів у Ріг-веде згаданий рід Грітсамади (РВ II, 4; II, 19; II, 39; II, 41).